# Campeonato Mundial de Piragüismo en Maratón de 2018
El XXVI Campeonato Mundial de Piragüismo en Maratón se celebró en Vila Verde (Portugal) entre el 6 y el 9 de septiembre de 2018 bajo la organización de la Federación Internacional de Piragüismo (ICF).

## Resultados

### Masculino
| Evento | Oro                                                | Plata                                                | Bronce                                                   |
| ------ | -------------------------------------------------- | ---------------------------------------------------- | -------------------------------------------------------- |
| C1     | Manuel Antonio Campos · España · 02:07:31          | Manuel Garrido · España · 02:07:40                   | Ádám Dóczé · Hungría · 02:08:05                          |
| C2     | Óscar Graña · Diego Romero · España · 01:58:31     | Zoltán Koleszár · Levente Balla · Hungría · 01:58:36 | Jakub Brezina · Jan Dlouhy · República Checa · 01:58:59  |
| K1     | Andrew Birkett Sudáfrica 02:09:29                  | Adrián Boros · Hungría · 02:09:30                    | Jasper Mocke Sudáfrica 02:09:33                          |
| K2     | Hank McGregor Andrew Birkett Sudáfrica 02:02:16,31 | Adrián Boros · László Solti · Hungría · 02:02:16,97  | Miguel Llorens · Luis Amado Pérez · España · 02:02:18,61 |

### Femenino
| Evento | Oro                                                     | Plata                                         | Bronce                                              |
| ------ | ------------------------------------------------------- | --------------------------------------------- | --------------------------------------------------- |
| C1     | Liudmyla Babak · Ucrania · 01:24:18                     | Zsófia Kisbán · Hungría · 01:26:05            | Marine Sansinena Francia 01:28:42                   |
| K1     | Vanda Kiszli · Hungría · 02:06:16                       | Sára Mihalik · Hungría · 02:06:29             | Eva Barrios · España · 02:06:30                     |
| K2     | Renáta Csay · Zsófia Zcellái-Vörös · Hungría · 01:56:14 | Eva Barrios · Amaia Osaba · España · 01:58:59 | Tania Fernández · Tania Álvarez · España · 01:59:29 |

## Medallero
| Núm. | País            | Oro | Plata | Bronce | Total |
| ---- | --------------- | --- | ----- | ------ | ----- |
| 1    | Hungría         | 2   | 5     | 1      | 8     |
| 2    | España          | 2   | 2     | 3      | 7     |
| 3    | Sudáfrica       | 2   | 0     | 1      | 3     |
| 4    | Ucrania         | 1   | 0     | 0      | 1     |
| 5    | Francia         | 0   | 0     | 1      | 1     |
| 6    | República Checa | 0   | 0     | 1      | 1     |
|      | TOTAL           | 7   | 7     | 7      | 21    |